# Somalis
Ne doit pas être confondu avec les Somaliens, les habitants de la Somalie.
Les Somalis (somali : Soomaalida ; arabe الرجل الراعي) sont des habitants de la Corne de l'Afrique. Ils vivent principalement en Somalie, mais également en Éthiopie, au Yémen, au Kenya et à Djibouti. Il existe par ailleurs une importante diaspora somalie.

## Histoire
L'histoire des Somalis est très mal connue. Les habitants de la région étaient appelés Berbères par les géographes arabes et grecs qui nommaient cette région côtière Barbara, ou Bilad al-Barbar (Pays des Berbères), pays des Baribah de l'Est ou Barbaroi,,. La première mention écrite d'un groupe aujourd'hui rattaché aux Somalis (les «Gaadsan ») remonte à un texte éthiopien du XIIe siècle. Le mot « somali » apparaît au XVe siècle parmi les groupes de l'Adal, et en arabe au XVIe siècle. 
Selon des analyses linguistiques, des locuteurs d'une langue qui est ensuite devenue le somali se seraient constitués en groupe particulier il y a environ deux mille ans. Ils seraient partis du Sud de l'Éthiopie actuelle et se seraient installés au Nord-Est de la péninsule. Les auteurs et l'histoire orale s'accordent en tout cas pour dire qu'ils sont descendus le long de la côte vers le Shebele durant le deuxième millénaire. Au cours de ces mouvements, ils s'agglutinent et assimilent les groupes qu'ils rencontrent. Ils se seraient convertis à l'Islam à partir du XVe siècle, et massivement au XIXe siècle. C'est de ce processus que seraient issus les actuels Somalis.
Ce mouvement se poursuit peut-être de nos jours, puisqu'on constate que des groupes Bantous swahilophones passent encore au somali dans les années 1960. Par ailleurs, la limite entre Somalis et Oromos évolue constamment, y compris par des passages entre les deux identités,.

## Population

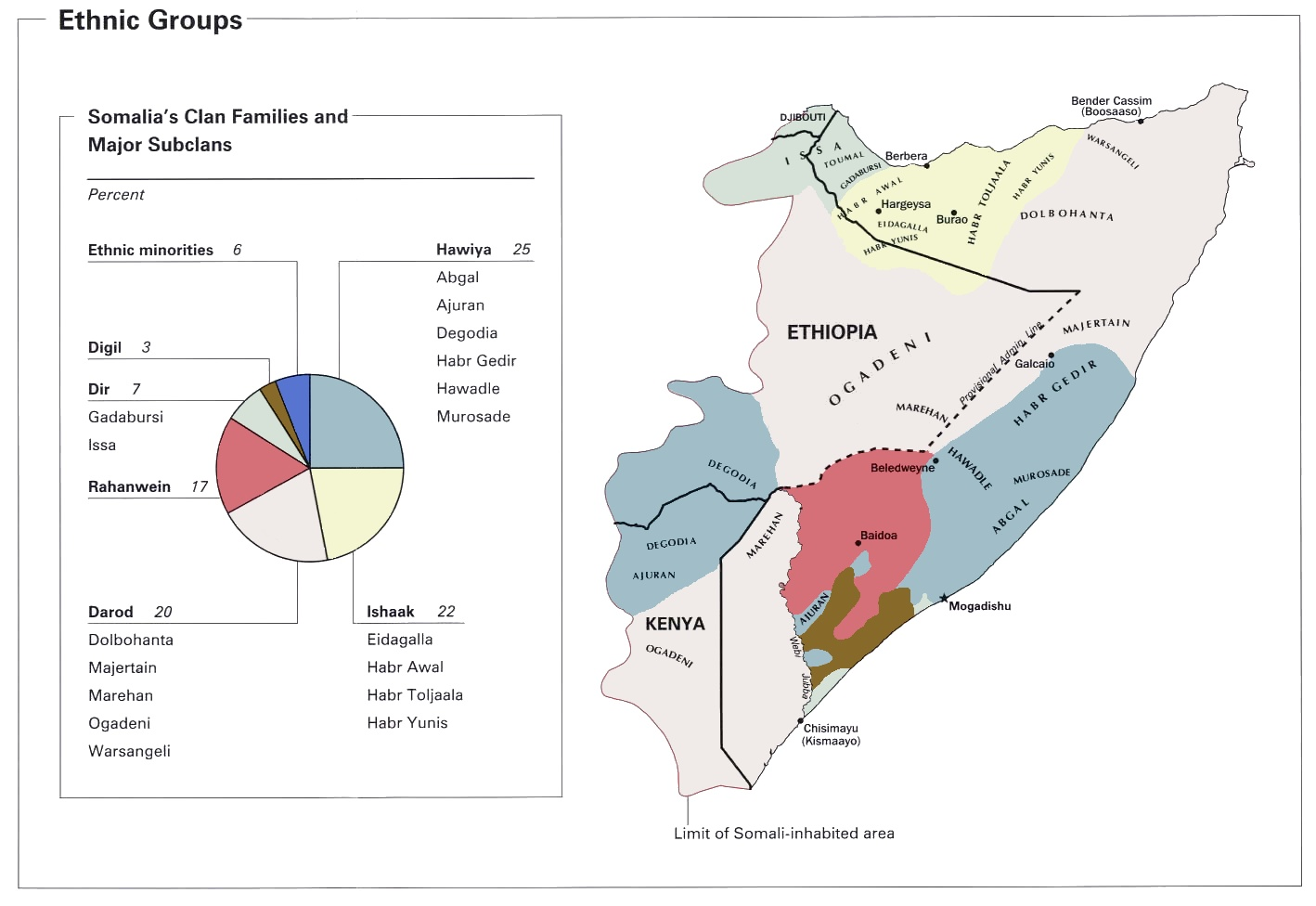
Composition clanique (CIA, 2002)

### Organisation clanique
Le grand ensemble somali est divisé en trois grands groupes (Darod, Irir et Saab), eux-mêmes subdivisés en tribus, en clans et en sous-clans. 
On divise habituellement les Somalis en cinq ou six grandes « confédérations » : Darod, Dir, et Sab (cette dernière étant parfois divisée entre Rahanweyn et Digil) auxquelles s'ajoutent des « groupes non somalis ». 

Les Sab, composé de communautés d’agriculteurs-éleveurs sédentaires, sont établis dans les terres fertiles du sud du pays, entre les fleuves Shabeelle et Jubba. Pour Ioan M. Lewis, ce sont les Rahanweyn, divisés en Digil et Mirifle. Des groupes d'artisans dans le Nord sont également appelés sab.
Selon des récits mythologiques et généalogiques, tous les Somalis seraient des descendants de Hill, père de Samaale et Sab qui seraient les ancêtres respectivement des éleveurs nomades (reer nugul) et des agro-pasteurs (reer godeed). Les Darod formeraient une troisième branche, issue directement de l'ancêtre commun, ’Aqiil Abuu Taalib.

### Diaspora
En Éthiopie, lors du recensement de 2007 portant sur une population totale de 73 750 932 personnes, 4 586 876 se sont déclarées « Somalie ».

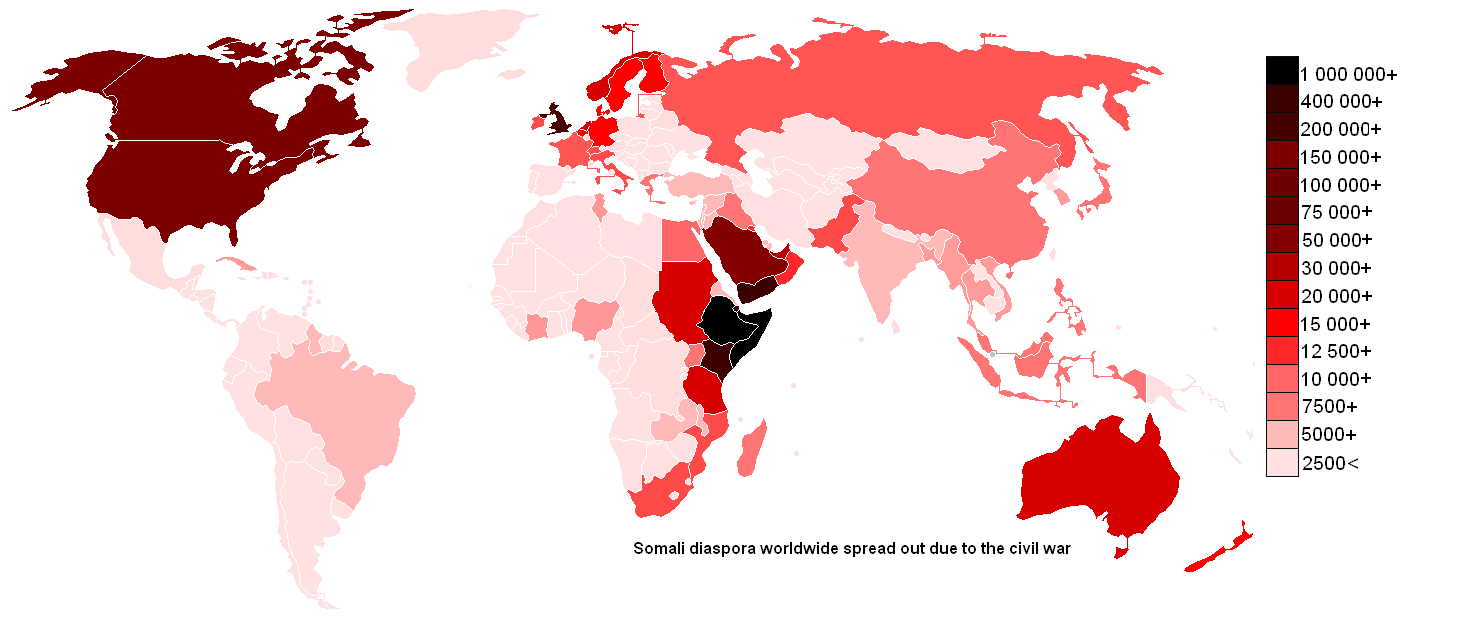
La diaspora somalie en 2006

Il existe également une importante diaspora somalie, notamment en Afrique du Sud, en Amérique du Nord et en Australie.
Le nombre des Somalis (différents des Somaliens qui ont la nationalité de la République de Somalie) est estimé à environ 15 millions de personnes.

## Culture et société
Selon Lee Cassanelli, les éléments caractéristiques des Somalis seraient la communauté linguistique – avec des variations régionales – l’héritage islamique, un mode de vie pastoral et la revendication d’ancêtres communs.
Pour l'anthropologue Ioan Myrddin Lewis, qui a lancé les « études somalies » dans les années 1950 à partir de recherches au Somaliland, les Somalis sont composés de groupes autonomes qui ne reconnaissent d'autre autorité que Dieu et ne se regroupent que provisoirement pour organiser la vie pastorale. La base de la société serait le lignage segmentaire basé sur la descendance patrilinéaire. Il existe un lien extrêmement fort qui unit les membres d’une famille ou d’un clan, et l’arbre généalogique est ainsi un (si ce n’est le) référent commun à tous les Somalis : l'apprentissage des lignages familiaux se fait dès le plus jeune âge.
Cette diversité n'empêchait pas la constitution d'une « identité nationale » qui aurait échoué à devenir étatique. A contrario, dans ce cadre rigide, la société somalie n'en connaît pas moins des évolutions et de nombreuses variations.
À partir des années 1990, en partie sous la pression de la guerre civile somalienne, ces analyses tendent à être remplacées par des conceptions insistant sur la division de la société en classes. La création d'un État somali en 1960 aurait figé les clivages d'une société égalitariste et en constante évolution.

### Langue
Le somali est une langue chamito-sémitique de la famille des langues couchitiques. Elle est parlée par environ 16,6 millions de locuteurs, essentiellement dans la Corne de l'Afrique. Avec l'arabe, le somali est une langue officielle de la Somalie et de l'Éthiopie. À Djibouti, le somali a le statut de « langue nationale ». 
Il existe plusieurs dialectes somalis, dont les différences pourraient être suffisamment importantes pour empêcher l'inter-compréhension. Par ailleurs, certains groupes identifiés comme somalis parlent ou ont parlé des langues bantoues.
Aussi, les colonisations italienne, britannique, et française, ont influencé le vocabulaire des dialectes somalis en apportant divers mots nouveaux, qui n'existaient pas en langue somalie et arabe. Depuis 1960 les nouveaux mots viennent surtout (en partie) de l'arabe (surtout à partir de l'arabe dialectal du Yémen), et de l'anglais.